# 圆柚酮
圆柚酮（英語：Nootkatone），又称诺卡酮等，是一种倍半萜酮，化学式：C15H22O。其为构成西柚的香味物质中最有价值的一种，是一种圆柚及柑橘型香精，广泛运用于食品添加剂、日化产品以及驱虫剂中。
圆柚酮最初在北美金柏（学名：Cupressus nootkatensis）木中提取得到。其物种名“nootkatensis”源自加拿大努特卡人，因此圆柚酮又曾译为努特卡扁柏酮。

## 性质
圆柚酮无色至浅黄色油状液体。有令人愉快的圆柚香气。圆柚酮有d-体, l-体,和dl-体3种光学异构体。从天然物中提取到的为d-圆柚酮, 香气很浓,空气中含量为ml/m3级即闻到香味。而dl-圆柚酮及l-圆柚酮的香味则相差甚远。

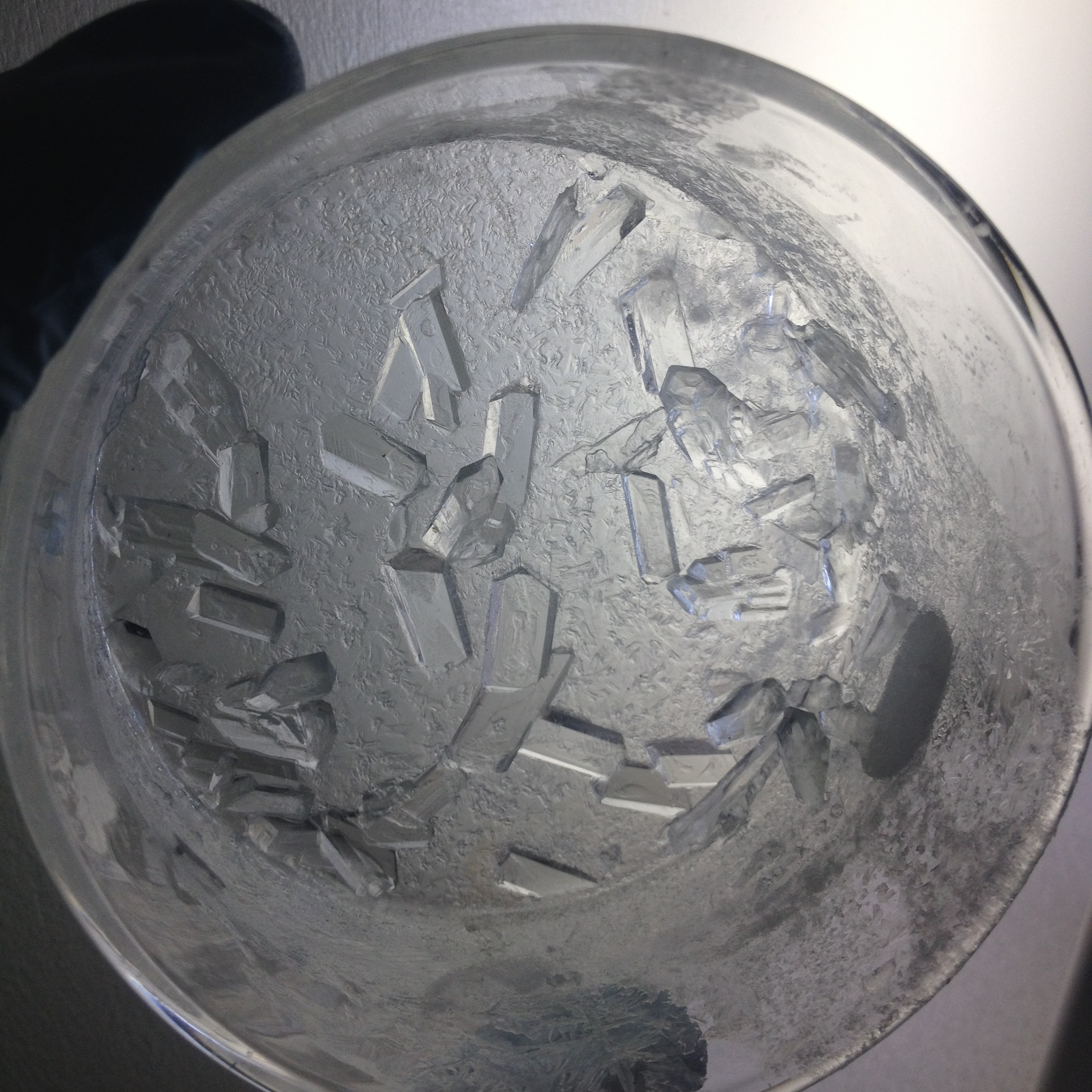
圆柚酮晶体

## 生产
圆柚酮生产方法有很多。商业上生产圆柚酮是从另一种原料丰富的朱栾萜烯为原料用铬酸叔丁酯氧化得到。  
圆柚酮也可以直接从圆柚油或汁中提取。

朱栾萜烯转变成圆柚酮是典型的丙烯位氧化反应

纯人工合成方法有以丙二酸二乙酯和丙烯腈起始原料或酮酸酯为起始原料的合成方法。
加拿大Allylix公司（现为魁北克省蒙特利尔的Lallemand公司）开发了一种发酵生产圆柚酮技术。

## 作用机制
圆柚酮大量存在于圆柚油及圆柚叶油中,在香柠檬、柠檬、柑橘等芸香科植物中也有少量存在。圆柚酮作为萜类，能激发对其敏感的节肢动物的α-肾上腺素I型章胺受体（PaOA1），引起节肢动物致命痉挛。

## 用途
圆柚酮喷雾是一种有效的驱虫剂和杀虫剂，并在美国通过了CDC批准。对鹿扁虱、孤星蜱特别有效，对蚊子有驱赶效果，可能还对臭虫、头虱、台湾家白蚁和其他虫子也具有驱赶效果。圆柚酮因易挥发不会在环境中存在太久所以是一种环保杀虫剂，并于2020年8月10日通过了美国国家环境保护局批准。与其他植物提取的驱虫剂如香茅油、辣薄荷油相比，其驱蚊和驱臭虫效果能持续数小时。
圆柚酮对人体无害，通常作为香精被批准用于食品添加剂中、除此之外还被用于化妆品和药物。